# Australisches Warmblut
Das Australische Warmblut (englisch: Australian Warmblood) ist eine Australische Pferderasse.
Hintergrundinformationen zur Pferdebewertung und -zucht finden sich unter: Exterieur, Interieur und Pferdezucht.

## Geschichte
Im Zuge der europäischen Besiedlung im 18. Jahrhundert brachten britische Einwanderer Pferde nach Australien. An die Bedürfnisse des Landes, insbesondere an die Großfarmen angepasst, wurden und werden Rassen wie das Australian Stock Horse gezüchtet.
Die AWHA wurde Anfang der 1970er Jahre in Victoria (Australien) gegründet. Ursprünglich hieß der Verband "German Warmbood Horse Association", bedingt durch den Import deutscher Reitpferde-Hengste. Der erst Importhengst war 1968 der Holsteiner Hengst  Flaneur. In den 1970er und 1980er Jahren wurden verstärkt Warm- und Vollbluthengste sowie Anglo-Araber eingeführt und mit Stuten verschiedener Rassen gekreuzt. Auf Veranlassung der AWHA, die mit dem internationalen Sportpferdestandard mithalten wollte, wurden diese unkontrollierten Anpaarungen beendet. Stattdessen gibt es seit 1985 gibt es eine kontrollierte Zucht, es wurden landesweit gültige Zuchtrichtlinien verabschiedet. Etwa zehn Jahre nach dem Beginn des 21. Jahrhunderts sind die Zahlen von importierten und heimisch gezogenen zur Zucht zugelassenen Hengsten beinahe gleich groß.

## Exterieur
Das Zuchtziel der "Australian Wormblood Horse Association (AWHA)" umfasst ein für den Turniersport geeignetes, leistungswilliges Reitpferd. Dieses sollte für die Disziplin Dressur, Springen, Vielseitigkeit und Fahren geeignet sein. Es sollte zudem eine korrekte Statur haben.

## Interieur
In der Zucht wird ein leistungsbereites, vielseitiges und umgängliches Reit- und Sportpferd angestrebt.